# 郝文明
郝文明（1940年—），男，满族，河北围场人，中华人民共和国政治人物，曾任国家民委党组成员、纪检组组长，第十届全国政协委员。